# Acanthopharynx affinis
Acanthopharynx affinis is een rondwormensoort uit de familie van de Desmodoridae. De wetenschappelijke naam van de soort is voor het eerst geldig gepubliceerd in 1870 door Marion.